# Голлі-Спрінгс (Міссісіпі)
Голлі-Спрінгс (англ. Holly Springs) — місто (англ. city) в США, в окрузі Маршалл штату Міссісіпі. Населення — 6968 осіб (2020).

## Географія
Голлі-Спрінгс розташоване за координатами 34°46′41″ пн. ш. 89°26′46″ зх. д. / 34.77806° пн. ш. 89.44611° зх. д. (34.778004, -89.446132).  За даними Бюро перепису населення США в 2010 році місто мало площу 33,14 км², з яких 33,09 км² — суходіл та 0,05 км² — водойми.

## Демографія
Згідно з переписом 2010 року, у місті мешкало 7699 осіб у 2394 домогосподарствах у складі 1525 родин. Густота населення становила 232 особи/км².  Було 2697 помешкань (81/км²).
Расовий склад населення:
| - 79,2 % — чорних або афроамериканців - 19,3 % — білих - 0,2 % — корінних американців - 0,2 % — азіатів |

До двох чи більше рас належало 0,5 %. Частка іспаномовних становила 1,2 % від усіх жителів.
За віковим діапазоном населення розподілялося таким чином: 22,3 % — особи молодші 18 років, 67,1 % — особи у віці 18—64 років, 10,6 % — особи у віці 65 років та старші. Медіана віку мешканця становила 31,4 року. На 100 осіб жіночої статі у місті припадало 103,0 чоловіків;  на 100 жінок у віці від 18 років та старших — 105,5 чоловіків також старших 18 років.
Середній дохід на одне домашнє господарство  становив 39 669 доларів США (медіана — 28 937), а середній дохід на одну сім'ю — 47 728 доларів (медіана — 37 956). Медіана доходів становила 34 931 долар для чоловіків та 29 297 доларів для жінок. За межею бідності перебувало 27,7 % осіб, у тому числі 49,3 % дітей у віці до 18 років та 12,9 % осіб у віці 65 років та старших.
Цивільне працевлаштоване населення становило 2391 осіб. Основні галузі зайнятості: освіта, охорона здоров'я та соціальна допомога — 27,0 %, виробництво — 16,3 %, роздрібна торгівля — 12,7 %.